# 박건식
박건식  (1948년 6월 15일~2012년 4월 7일)는 대한민국의 배우이다.

## 생애
1948년 서울 태생으로, 중동고 재학시절 연극부 활동을 바탕으로, 동국대 연극영화과에 진학하여 배우 생활을 시작함. 해병대에 입대하였으며 이 시점에 발생한 월남전에 전투병과로 파병되어 일부 총상을 얻음. 귀국 후 대학 졸업 후 자영업을 하다 1983년 36세 나이로 KBS2 한국방송 특채 탤런트로 정식 데뷔함. 이후 다양한 드라마에 조연으로 출연하였으며 50세 이후 월남전 파병시 얻은 고엽제 후유증에 시달리다 2012년에 지병으로 사망함.

## 출연 작품

### 드라마
- 《등》 (1989년)
- 《무풍지대》 (1989년) - 시라소니역
- 《역사 앞에서》 (1994년)
- 《땅 울림》 (1995년)
- 《젊은이의 양지》 (1995년)
- 《신세대 보고 - 어른들은 몰라요》 (1995년)
- 《용의 눈물》 (1996~1998년) - 박위역